# Třída V 25
Třída V 25 byla třída torpédoborců německé Kaiserliche Marine z období první světové války. V Německu byly kategorizovány jako velké torpédové čluny. Celkem bylo postaveno šest jednotek této třídy. Společně představovaly jednu půlflotilu torpédoborců. Čtyři byly ztraceny za první světové války a zbývající dva po válce předány Velké Británii.
Ve fiskálním roce 1913 bylo společně s třídou V 25 objednáno ještě šest jednotek třídy S 31. Společně představovaly novou generaci větších plavidel s kotli na topný olej a silnější výzbrojí. V souvislosti s vypuknutím první světové války byly objednány další série torpédoborců tohoto typu, označené jako třídy G 37 (6 ks), V 43 (6 ks), S 49 (18 ks), V 67 (18 ks) a G 85 (11 ks). Celá skupina tak čítala 71 torpédoborců rozdělených do sedmi podtříd.

## Stavba
Po sérii menších torpédoborců tříd V 1, G 7 a S 13, objednaných ve fiskálních letech 1911–1912, se německé císařské námořnictvo rozhodlo ve fiskálním roce 1913 objednat flotilu dvanácti torpédoborců odlišné koncepce. Nová plavidla byla větší, vybavená kotly spalujícími topný olej a vyzbrojená větším množstvím modernějších zbraní. Výsledkem byly jejich lepší nautické vlastnosti, vyšší rychlost, větší dosah a palebná síla. Objednávka na dvanáct jednotek byla zadána dvěma německým loděnicím, takže vznikly dvě mírně odlišné třídy. Prvních šest torpédoborců postavila AG Vulcan Stettin ve Štětíně jako třídu V 25. Stavba torpédoborců byla zahájena roku 1913. Torpédoborce byly do služby přijaty roku 1914. Druhou šestici postavila loděnice Schichau-Werke v Elbingu jako třídu S 31.
Jednotky třídy V 25:
| Jméno | Zahájení stavby | Spuštění na vodu | Zařazena do služby | Status                                                                          |
| ----- | --------------- | ---------------- | ------------------ | ------------------------------------------------------------------------------- |
| V 25  | 1913            | 29. ledna 1914   | červen 1914        | Dne 13. února 1915 v Severním moři potopen minou.                               |
| V 26  | 1913            | 21. února 1914   | srpen 1914         | Roku 1920 předán Velké Británii, sešrotován.                                    |
| V 27  | 1913            | 26. března 1914  | září 1914          | Dne 31. května 1916 potopen britskými křižníky v bitvě u Jutska.                |
| V 28  | 1913            | 9. května 1914   | září 1914          | Roku 1920 předán Velké Británii, sešrotován.                                    |
| V 29  | 1913            | 18. srpna 1914   | říjen 1914         | Dne 31. května 1916 potopen britským torpédoborcem HMS Petard v bitvě u Jutska. |
| V 30  | 1913            | 18. září 1914    | listopad 1914      | Dne 20. listopadu 1918 potopen minou během plavby do internace ve Scapa Flow.   |

## Konstrukce
Hlavní výzbroj představovaly tři 88mm/42 kanóny TK L/45 C/14, šest 500mm torpédometů (dva dvojité, dva jednoduché) se zásobou osmi torpéd a až 24 námořních min. Pohonný systém tvořily tři kotle Marine a dvě parní turbíny AEG-Vulcan o výkonu 23 500 hp, pohánějící dva lodní šrouby. Měly dva komíny. Nejvyšší rychlost dosahovala 33,5 uzlu. Dosah 1080 námořních mil při rychlosti dvacet uzlů.

### Modifikace
Roku 1916 byl V 25 dočasně upraven pro experimenty s hydroplánem Friedrichshafen FF.33. Přitom byla na přední dvojitý torpédomet umístěna plošina.